# Port lotniczy Phú Quốc
Port lotniczy Phú Quốc (Sân bay Phú Quốc) – międzynarodowy port lotniczy położony 2 km na wschód od Dương Đông, Phú Quốc, prowincji prowincja Kiên Giang. Należy do grupy małych prowincjonalnych lotnisk obsługiwanych przez ATR-y.